# NGC 3207
NGC 3207 је галаксија у сазвежђу Велики медвед која се налази на NGC листи објеката дубоког неба.
Деклинација објекта је + 42° 59' 9" а ректасцензија 10h 21m 0,5s. Привидна величина (магнитуда) објекта NGC 3207 износи 13,7 а фотографска магнитуда 14,7. NGC 3207 је још познат и под ознакама UGC 5587, MCG 7-21-43, CGCG 211-47, NPM1G +43.0161, PGC 30267.